# Kurobe (stad)
Kurobe (Japans: 黒部市,  Kurobe-shi) is een Japanse stad in de prefectuur Toyama, gelegen in het noordwesten van Honshu, aan de Japanse Zee. Op 1 april 2008 had de stad 42.505 inwoners en een bevolkingsdichtheid van 99,7 inw./km². De oppervlakte van de gemeente bedraagt 426,34 km².
De naam komt van de gelijknamige rivier Kurobe, die ontspringt op de berg Ushiro Tateyama (3000 meter). Letterlijk betekent Kurobe donkere delen. De oorsprong van het woord Kurobe is niet duidelijk. De naam zou stammen van door de bergen beschaduwde dalen, van het Japanse woord kurohi voor Zwarte cipres (Taxodium distichum) of van het Ainu-woord kurubetsu, dat "Duivelsberg" betekent.

## Geschiedenis
Kurobe kreeg op 1 april 1954 de status van stad (shi) na een fusie van de gemeentes Sakurai (桜井町, Sakurai-machi) en Ikuji (生地町, Ikuji-machi).
Op 31 maart 2006 werd de gemeente Unazuki (宇奈月町, Unazuki-machi, 6.114 inwoners, 341,20 km²) van het District Shimoniikawa aan Kurobe toegevoegd.

## Economie
Kurobe leefde vroeger van visserij en van de verbouw van rijst. Tegenwoordig heeft Kurobe veel industrie. De grootste fabrikant van ritssluitingen ter wereld, YKK, heeft hier zijn hoofdvestiging. Verder worden in Kurobe aluminium constructiematerialen vervaardigd, en rubber- en plasticproducten. De voedingsmiddelenindustrie fabriceert onder meer sake, miso en sojasaus.

## Verkeer
Kurobe ligt aan de Hokuriku-hoofdlijn van de West Japan Railway Company; aan de Hokuriku-autosnelweg, en aan nationale autoweg 8.

## Partnersteden
Sinds 10 september 1970 bestaat een jumelage met de Friese stad Sneek waar een fabriek van het ritssluitingenconcern is gevestigd. Kurobe kent sinds 2000 een Sneekplein, en een door de Nederlandse architect Herman Hertzberger ontworpen ontmoetingscentrum voor Oost en West.
Overige stedenbanden:
- Nemuro op Hokkaido sinds 19 oktober 1976,
- Macon in Georgia (Verenigde Staten), sinds 10 mei 1977,
- Samcheok in Zuid-Korea.

## Externe link

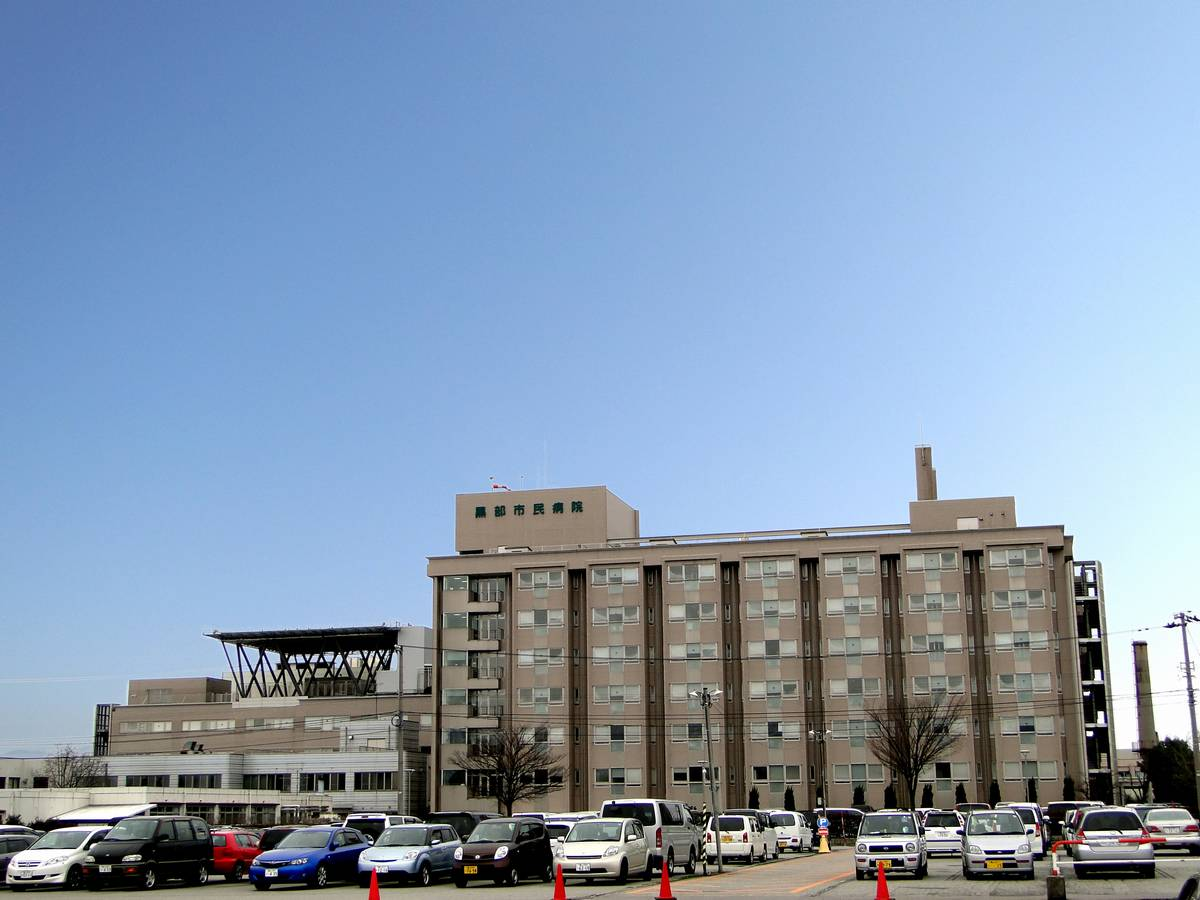
Ziekenhuis van Kurobe

## Aangrenzende steden
- Ōmachi
- Uozu